# Caroline Lefebvre
Pour les articles homonymes, voir Lefebvre.
Répertoire
- Le Petit Chaperon rouge de Boieldieu
- L'Étoile du Nord de Meyerbeer
- Mireille de Charles Gounod

Constance-Caroline Lefebvre est une artiste lyrique (mezzo-soprano) française née à Paris le 21 décembre 1828 et morte à Paris 9e le 22 février 1905.
Elle était mariée au célèbre baryton Jean-Baptiste Faure.

## Biographie
Elle entre au Conservatoire de Paris dans les classes de David Banderali (chant) et Théodore-François Moreau-Sainti (opéra-comique). Munie d'un premier prix d'opéra-comique et d'un premier prix de chant, elle fait ses débuts à l'Opéra-Comique le 12 octobre 1849 dans La Part du Diable d'Auber (rôle de Carlo). Elle y interprète par la suite les rôles de « dugazon » dans des œuvres du répertoire, telles que Le Toréador et Le Postillon de Lonjumeau d'Adolphe Adam (Madeleine), Joconde et Jeannot et Colin de Nicolo (Jeannette), Joseph en Égypte de Méhul (Benjamin), Le Pré-aux-clercs de Hérold (Isabelle), Le Petit Chaperon rouge de Boieldieu (Rose d'amour), L'Épreuve villageoise (Denise) de Grétry, Fra Diavolo (Zerline), La Sirène et Haydée d'Auber et surtout les opéras d'Halévy : Les Mousquetaires de la reine (Berthe de Simiane), La Dame de pique, Le Val d'Andorre et La Fée aux roses.
Elle crée également de nombreux ouvrages, parmi lesquels La Chanteuse voilée de Victor Massé (Palomita) et Les Porcherons d'Albert Grisar en 1850, La Croix de Marie de Louis-Aimé Maillard  et Madelon de François Bazin en 1852, Colette de Justin Cadaux (rôle-titre) en 1853, L'Étoile du Nord de Meyerbeer (Prascovia) en 1854, Miss Fauvette de Massé, Le Chien du jardinier de Grisar et Le Housard de Berchini d'Adam (Rosette) en 1855, ainsi que plusieurs œuvres d'Ambroise Thomas : Le Songe d'une nuit d'été en 1850, Raymond ou le Secret de la reine (Stella) en 1851 et Psyché en 1857.  
Elle épouse en 1859 son partenaire de scène, le baryton Jean-Baptiste Faure. L'un de leurs témoins de mariage n'est autre que Giacomo Meyerbeer. Elle démissionne de l'Opéra-Comique en juin 1860 après avoir créé Rita ou le Mari battu, opéra posthume de Donizetti, suivant d'un mois son mari parti pour l'Opéra de Paris, pour y revenir contre toute attente deux mois plus tard, sitôt la saison lyrique de Bade (à laquelle elle participe chaque année aux côtés des meilleurs artistes français) terminée.  Elle reprend Joconde, Le Petit Chaperon rouge, Les Mousquetaires de la reine et crée L'Éventail d'Ernest Boulanger (Rosalinde) en 1861.
Après un bref séjour au théâtre français de Saint-Pétersbourg, elle est engagée au Théâtre-Lyrique en novembre 1962. Elle y chante Obéron de Weber (Fatime), Peines d'amour, adaptation française de la pièce-homonyme de Shakespeare par Barbier et Carré sur la musique de Cosi fan tutte de Mozart (la Princesse), Joseph en Égypte et L'Épreuve villageoise en 1863, Bégaiements d'amour de Grisar et Les Noces de Figaro (Suzanne) en 1864, Lisbeth de Mendelssohn, adaptation de Jules Barbier, L'Aventurier de Joseph Poniatowski (Anita), Le Mariage de don Lope d'Édouard de Hartog (Rosine), Les Mémoires de Fanchette du comte Gabrielli et La Flûte enchantée (Papagena) en 1865. Elle y crée aussi les rôles de Taven et d'Andreloun dans Mireille de Charles Gounod (1864). Bien que son retour à l'Opéra-Comique soit annoncé par la presse en mars 1866, elle se retire définitivement de la scène.